# Stefan Lexa
Stefan Lexa (Klagenfurt, 1º novembre 1976) è un ex calciatore austriaco, di ruolo centrocampista.

## Carriera

### Club
Debutta il 9 luglio 2008 nella vittoria in casa 3-0 contro il Rheindorf Altach.

## Palmarès
- Coppa d'Austria: 1

Ried: 2010-2011